# Dwór w Zagrodnie z XVI w.
Dwór w Zagrodnie – zabytkowy dwór wybudowany w Zagrodnie w XVI w., przebudowywany w XIX w. 
Obiekt jest częścią zespołu dworskiego, w skład którego wchodzi jeszcze park.